# ناوچه سبک کلاس-کامورتا
کاروت کلاس کامورتا (به انگلیسی: Kamorta-class corvette) یک کلاس از کشتی است که طول آن 109.1 m می‌باشد.